# Vincenzo De Blasio Di Palizzi
Vincenzo De Blasio Di Palizzi (Reggio Calabria, 13 ottobre 1839 – 1906) è stato un politico italiano.

## Biografia
Barone di Palizzi e della bagliva di Sant'Agata; nobile di Benevento, di Catanzaro e di Reggio Calabria.
Discendente dal ramo calabrese dei De Blasio, grandi proprietari terrieri, è stato Deputato del Regno d'Italia (così come il fratello Luigi) e consigliere comunale di Reggio Calabria.